# Robert von Keudell

Robert von Keudell, vor 1900

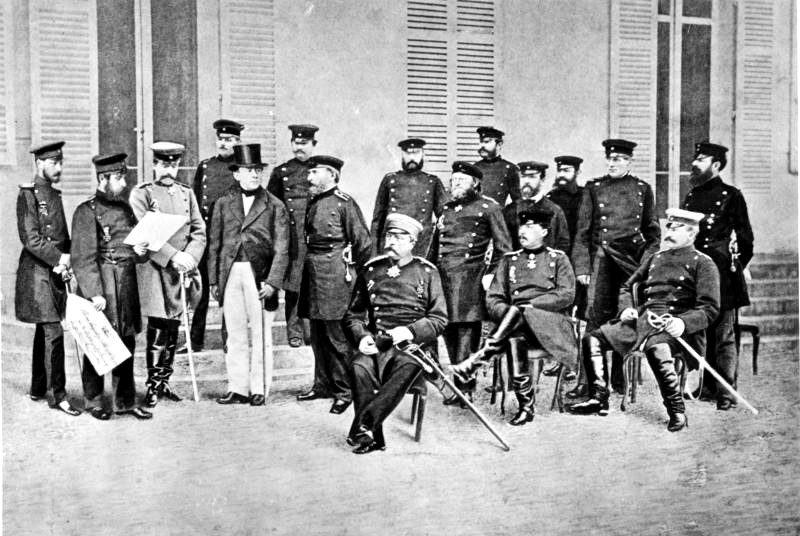
Robert von Keudell (sitzend, rechts) 1871 im Deutsch-Französischen Krieg, preußisches Hauptquartier in Versailles

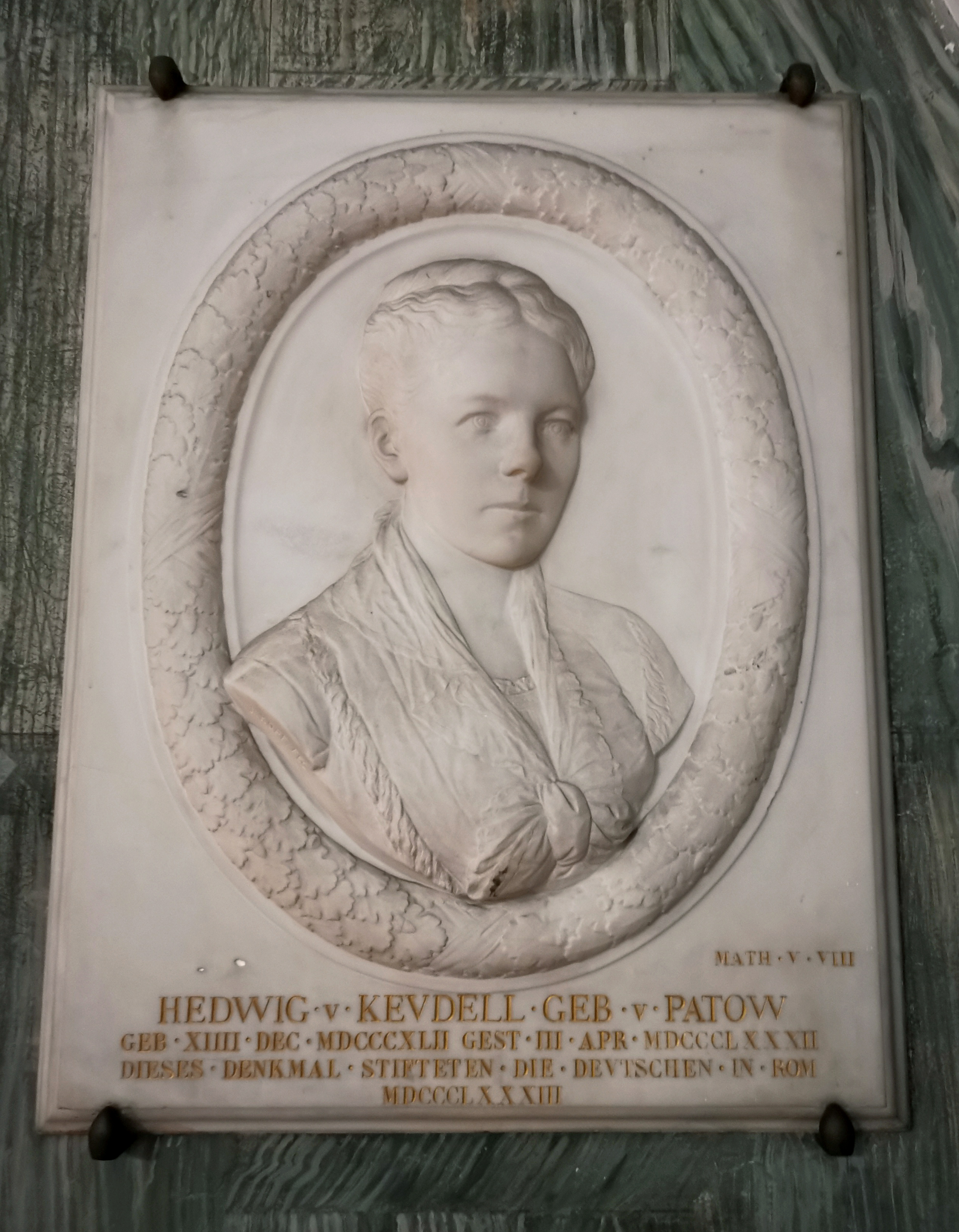
Gedenkplakette für seine erste Ehefrau Hedwig von Keudell in der evangelisch-lutherischen Christuskirche Rom

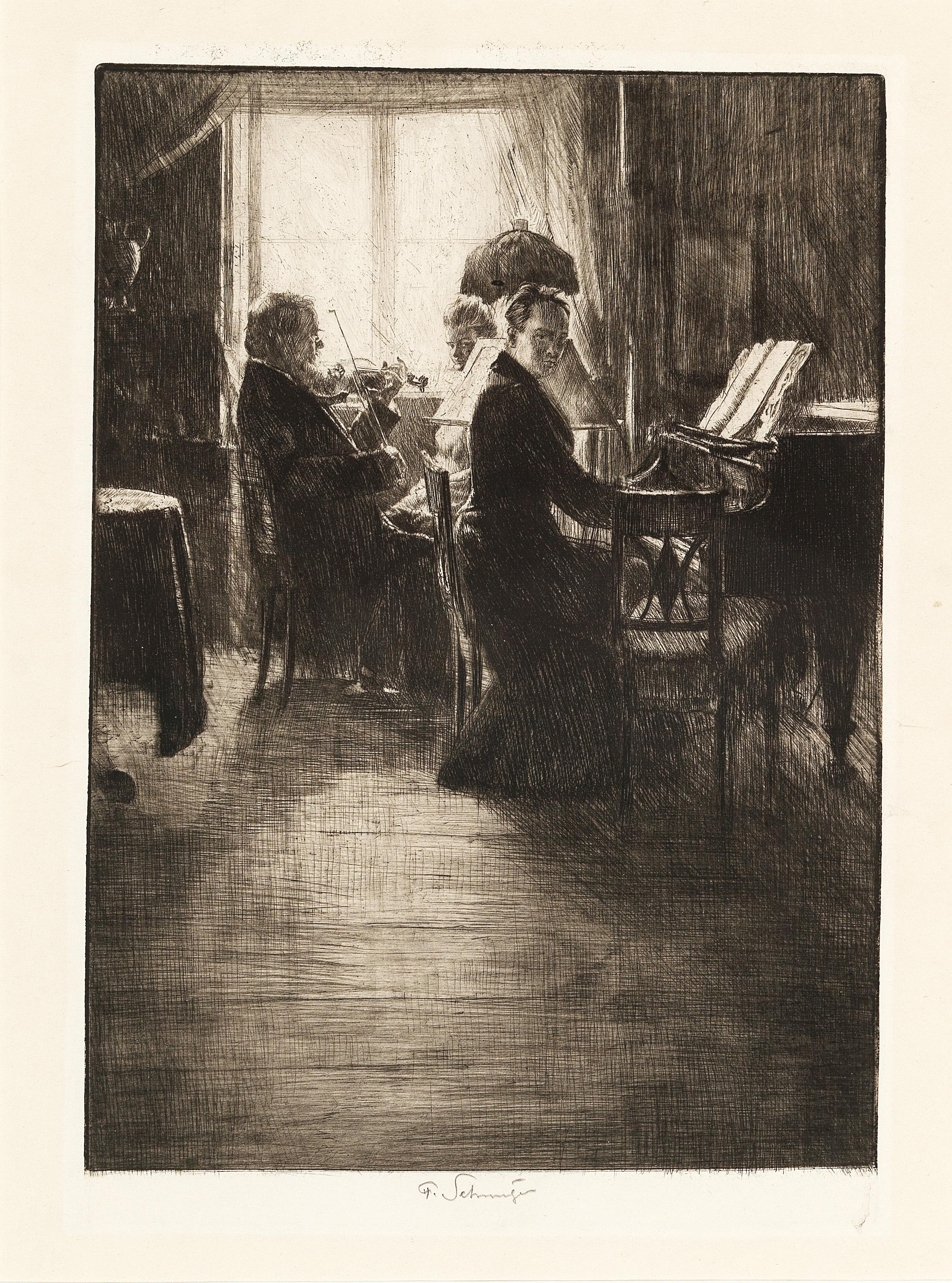
Die zweite Ehefrau Alexandra von Keudell am Klavier beim Musizieren mit Joseph Joachim, Radierung von Ferdinand Schmutzer, 1907.

Robert von Keudell (* 27. Februar 1824 in Königsberg (Preußen); † 25./26. April 1903 in Königsberg in der Neumark) war ein deutscher Diplomat, Pianist und Komponist.

## Herkunft
Seine Eltern waren der preußische Major Leopold von Keudell (1769–1831) und dessen Ehefrau Wilhelmine von Hartmann (1789–1848). Sein Großvater mütterlicherseits war der Generalmajor Gottfried Ludwig Matthias von Hartmann, eine Nichte die Malerin Marie von Keudell.

## Leben
Keudell studierte Rechtswissenschaft an der Albertus-Universität Königsberg und war seit 1841 Mitglied der Hochhemia. 1842 wurde er Mitglied der Studentenverbindung Albertina Königsberg und 1885 war er Gründungsmitglied der Burschenschaft Cheruscia Königsberg.
Keudell war ein ausgezeichneter Pianist und ein Verehrer von Robert Schumann, mit dem er in den Jahren 1847 bis 1853 korrespondierte. Auch seine Frau, Hedwig Louise von Patow, war begabte Pianistin. Seine zweite Frau, Alexandra von Grünhof, war ebenfalls Pianistin und musizierte unter anderem mit Joseph Joachim und Anton Rubinstein. Keudell besuchte außerdem musikalische Salons in Berlin und stand mit den Mendelssohns in Kontakt, er trat in Potsdam und Berlin auch als Pianist auf. Ab den 1870ern veröffentlichte er Kompositionen, vor allem Lieder und Klavierstücke.
1872 bis 1873 war er deutscher Gesandter an der Hohen Pforte in Konstantinopel. 1873 wurde er Gesandter beim Quirinal in Rom und – infolge einer Aufwertung der Gesandtschaft zur Botschaft ab 1876 – deutscher Botschafter in Italien (bis 1887). Als Mitglied der Freikonservativen Partei saß er 1871/72 und von 1890 bis 1893 im Deutschen Reichstag. Von 1870 bis 1872 und erneut von 1889 bis 1893 war er Mandatsträger im Preußischen Abgeordnetenhaus. Er war ein enger Freund des deutschen Reichskanzlers Otto von Bismarck.
Robert von Keudell war zunächst Gutsherr in Bonslack, von den Erben verkauft 1905, und erbte das Rittergut in Hohenlübbichow im Kreis Königsberg/Neumark.

## Familie
Robert von Keudell heiratete am 1. Februar 1870 in Berlin Hedwig Louise von Patow (1842–1882), eine Tochter des Politikers Robert von Patow. Nach dem Tod seiner ersten Frau heiratete er die siebenunddreißig Jahre jüngere Alexandra von Grünhof (1861–1933), Tochter des Herzogs Ernst von Württemberg (1807–1868) aus seiner morganatischen Ehe mit Freifrau Natalie von Grünhof (1829–1905) und somit Enkelin des Herzogs Alexander Friedrich Karl von Württemberg (1771–1833). Sie hatten drei gemeinsame Kinder:
- Walter von Keudell (1884–1973)
- Otto Viktor von Keudell (1887–1972)
- Hedwig von Keudell (1891–1987)

Die Malerin Marie von Keudell war eine Nichte Robert von Keudells.

## Schriften
- Fürst und Fürstin Bismarck. Erinnerungen aus den Jahren 1846 bis 1872. Berlin 1901.

## Kompositionen
- Lieder von Goethe für eine Singstimme mit Begleitung des Pianoforte. 2 Hefte, op. 2, Berlin: Simrock [1870][5]
- „Schön Ellen“. Ballade (von Geibel) für eine Alt- oder Baritonstimme mit Begleitung des Pianoforte op. 7, Berlin: Barth und Fritze [1872][6]
- Variationen über „Das Echo“, Lied von Franz Schubert für das Pianoforte op. 10, Leipzig: Breitkopf & Härtel 1895[7]
- Wiegen-Walzer für das Pianoforte op. 11, Leipzig: Breitkopf & Härtel 1895
- Kleine Lieder für eine Singstimme mit Begleitung des Pianoforte. 2 Hefte, op. 12, Leipzig, Breitkopf & Härtel 1897. Heft I. No. 1. Morgenthau: „Vom Thau der Nacht erfrischt“. No. 2. Abschied: „Deine Hand hab’ ich gehalten“. No. 3. Trennung: „Getrennt von dir, bin ich allein“. No. 4. Halbmond: „Der Sonne letzter Strahl“. No. 5. Gebet: „Was mir im Innern Schmerzen macht“. – II. No. 6. Abendstille: „Vor’m Schlafengehn zum letzten Male“. No. 7. Vöglein: „Vöglein am Fenster pickt“. No. 8. Im Hochgebirge: „In Hochgebirges Pracht“. No. 9. Heimkehr: „Durch die alten Lindenbäume“. No. 10. Himmelsgruss: „Die Sterne glänzten wunderbar“.

Bearbeitungen:
- Schubert, Franz, Grosses Quartett (Dm.) f. 2 V., Vla u. Vcello, f. Pfte bearb. v. Robert v. Keudell, Leipzig: Breitkopf & Härtel 1883
- Mendelssohn-Bartholdy, Felix, Op. 36. Paulus. No. 11. Chor: „Siehe, wir preisen selig“ f. Pfte bearb. v. Robert v. Keudell, Leipzig: Breitkopf & Härtel 1897